# Partido Tornquist
Tornquist ist ein Partido im Süden der Provinz Buenos Aires in Argentinien. Laut einer Schätzung von 2019 hat der Partido 13.836 Einwohner auf 4.183 km². Der Verwaltungssitz ist die Ortschaft Tornquist.

## Orte
Tornquist ist in 7 Ortschaften und Städte, sogenannte Localidades, unterteilt.
- Tornquist (Verwaltungssitz)
- Sierra de la Ventana
- Saldungaray
- Villa Ventana
- Chasicó
- Tres Picos
- Villa Serrana La Gruta

## Wirtschaft
Die Wirtschaft von Tornquist wird von der Landwirtschaft dominiert, die wichtigsten landwirtschaftlichen Produkte sind: Weizen, Gerste, Hafer, Mais, Sonnenblumen, Sojabohnen und Sorghum.
Es gibt auch eine groß angelegte Produktion von Rindfleisch und Milchprodukten sowie eine kleinere Produktion von Schweinefleisch, Hühnern, Schafen und Honig.